# دولت‌آباد (ششده و قره بلاغ)
دولت‌آباد روستایی در دهستان ششده بخش ششده و قره بلاغ شهرستان فسا استان فارس ایران است.

## جمعیت
بر پایه سرشماری عمومی نفوس و مسکن در سال ۱۳۹۵ جمعیت این روستا ۸۰۲ نفر (۲۵۴خانوار) بوده‌است.